# Verdelhos
Verdelhos is een plaats (freguesia) in de Portugese gemeente Covilhã en telt 875 inwoners (2001).